# Eden Park
Eden Park è lo stadio nazionale della Nuova Zelanda.
Si trova ad Auckland e fu inaugurato nel 1903 come campo di cricket; nel 1914 estese il suo utilizzo al rugby a 15, tra le due guerre all'hockey su prato e nel secondo dopoguerra al calcio.
Nel 1950 fu lo stadio sede dei IV Giochi dell'Impero Britannico (oggi Giochi del Commonwealth), e nel 1988 della finale della 9ª edizione della Coppa del Mondo di rugby a 13.
È l'unico impianto ad avere ospitato sia la finale della coppa del mondo di rugby maschile che di quella femminile nonché, insieme al londinese Twickenham, ad avere ospitato (1987 e 2011) due finali della Coppa del Mondo maschile.
Lo stadio è passato attraverso diverse ristrutturazioni, la più recente delle quali in occasione dell'adeguamento per la Coppa del Mondo di rugby 2011.
Dal 1926 l'intero complesso è gestito da un trust senza scopo di lucro, e ivi hanno sede le federazioni provinciali di cricket e di rugby a 15, che in tale impianto disputano anche i loro incontri interni.

## Storia
Eden Park fu costruito tra il 1902 e il 1903, anno in cui fu inaugurato come stadio per il cricket.
Proprietario originario dello stadio fu il Kingsland Cricket Club, affittuario del terreno edificato; il terreno, con tutto lo stadio, fu rilevato dall'Eden Cricket Club (da cui il nome dello stadio), con il quale il Kingsland CC si era nel frattempo fuso.
A seguire, la federazione provinciale di cricket di Auckland acquistò terreno e stadio e fissò in tale luogo la propria sede legale.
Eden Park servì esclusivamente il cricket fino al 1914, anno del primo incontro internazionale di tale disciplina (tra Auckland e una selezione australiana) e dell'arrivo del rugby a 15 che ivi disputò il suo primo incontro (Ponsonby – Auckland City); da tale anno anche la formazione provinciale rugbistica di Auckland trovò in tale impianto la sua casa, e nel 1931 si tenne all'Eden Park il primo incontro internazionale di rugby a 15, tra gli All Blacks e il Sudafrica.
Nel 1926 le due federazioni diedero vita a un trust cui affidare lo stadio, e da allora la proprietà e la gestione dell'impianto, senza alcuno scopo di lucro, sono conferite a tale organismo, l'Eden Park Trust.
Nell'immediato dopoguerra Eden Park ospitò anche il suo primo, e al 2019 unico, incontro internazionale di rappresentative maggiori di calcio, tra Nuova Zelanda e Sudafrica: gli ospiti vinsero 4-1 e, a seguire, fu sede dei primi giochi dell'Impero Britannico postbellici: più di 40 000 spettatori, il 4 febbraio 1950, assistettero alla cerimonia d'apertura della manifestazione dentro uno stadio fondamentalmente uguale a quello delle origini, con solo una piccola porzione della tribuna principale sovrastata da una copertura.
Pochi mesi più tardi ospitò per la prima volta i British Lions nel loro tour in Nuova Zelanda; nove anni più tardi gli stessi Lions, pur perdendo la serie contro gli All Blacks, riportarono a Eden Park la loro unica vittoria, che è anche, al 2019, l'unico incontro vinto dalla formazione interbritannica ad Auckland.

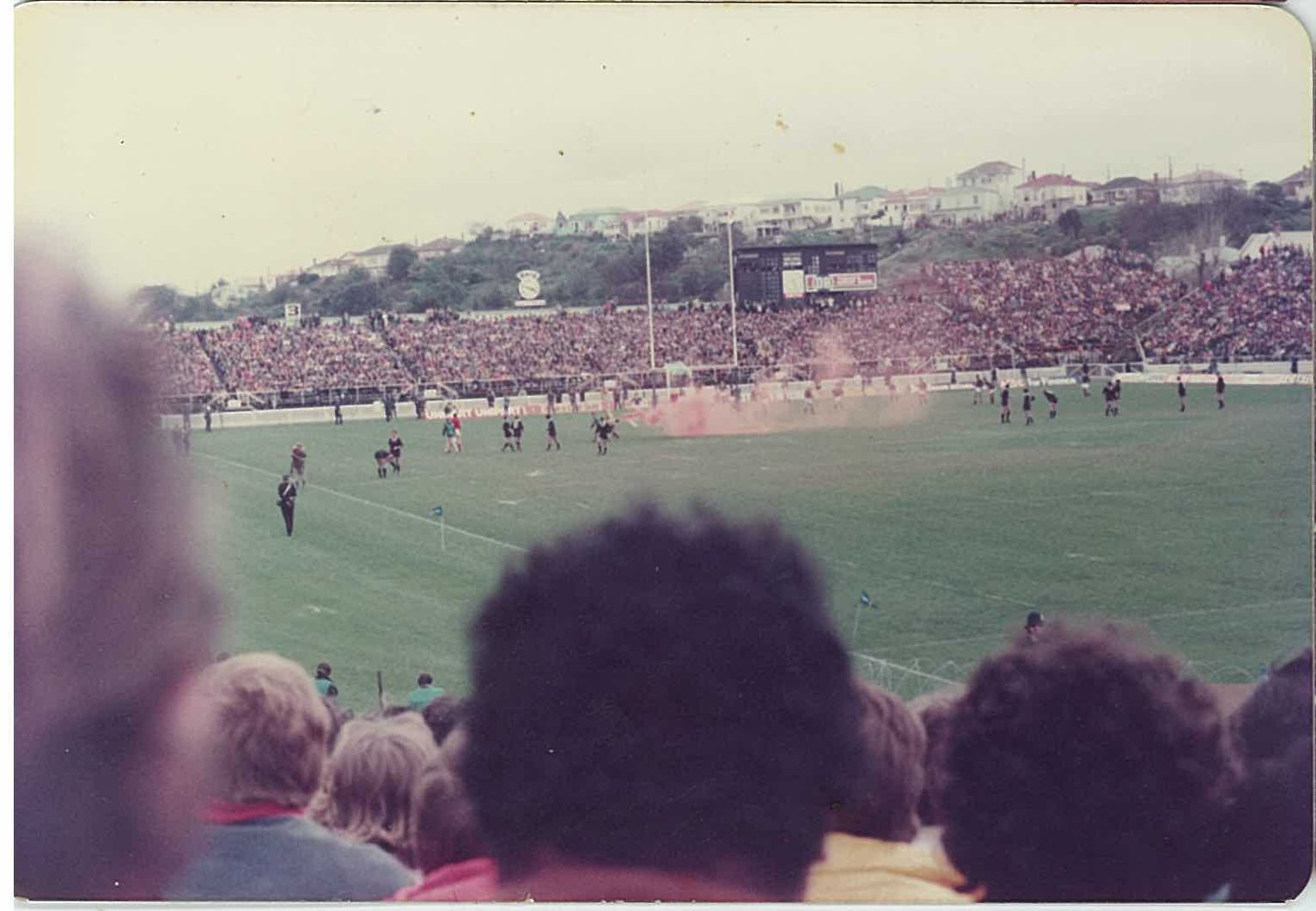
Lancio di fumogeni dei dimostranti durante il tour sudafricano del 1981

Nel 1981 Eden Park fu teatro di feroci contestazioni degli attivisti neozelandesi contro la presenza dei rugbisti sudafricani in tour: il Paese degli Springbok era sotto accusa per la politica di apartheid (segregazione razziale) che conduceva incurante degli ammonimenti internazionali, e la loro visita in Nuova Zelanda fu costellata da manifestazioni contro la loro presenza unite a proteste contro la federazione interna per avere autorizzato la serie di incontri con gli All Blacks; il 12 settembre un giovane pilota, Marx Jones, insieme al suo amico Grant Cole noleggiarono un Cessna con cui sorvolarono Eden Park durante l'incontro, l'ultimo della serie, e iniziarono un bombardamento con palle di farina (passato alla storia come Flour-bomb Test), evento che spinse la federazione sudafricana a ritirare la squadra al termine dell'incontro e a lasciare il Paese.
A fine anni ottanta Eden Park vide la disputa delle finali dei campionati mondiali di entrambi i codici del rugby: nel 1987 vi si disputò quella della prima Coppa di rugby a 15 tra Nuova Zelanda e Francia, che gli All Blacks vinsero 29-9 e, un anno più tardi, quello della nona Coppa del Mondo a 13 tra i Kiwis, nome con cui è nota la Nuova Zelanda del XIII, e i Kangaroos, appellativo dell'Australia, che si aggiudicò l'incontro con il punteggio di 25-16.

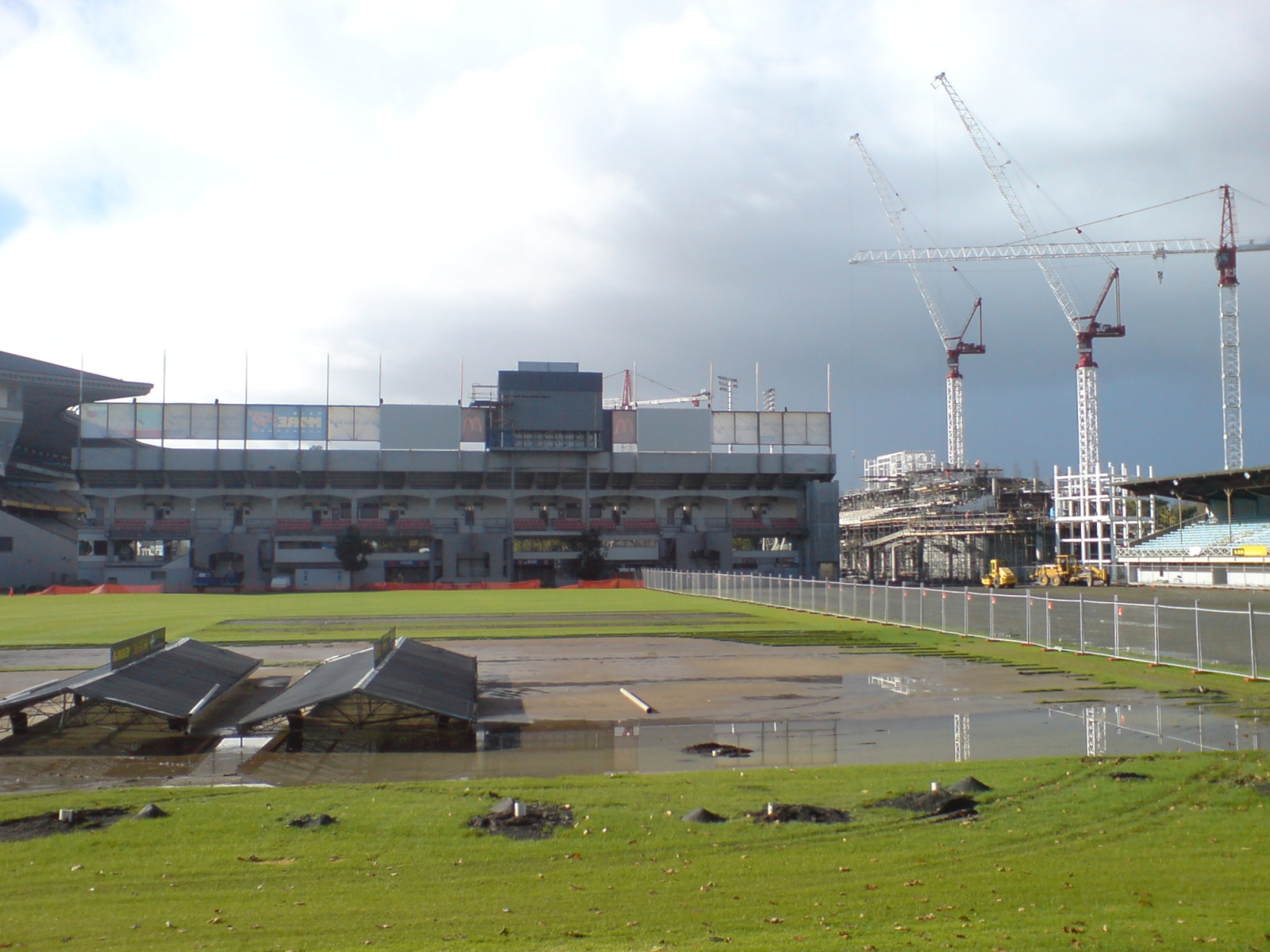
Eden Park nel 2009 durante i lavori di ristrutturazione

Ancora nel 1988 Eden Park fu eccezionalmente sede di un incontro internazionale di calcio — normalmente ospitato da un altro impianto cittadino, il Mount Smart Stadium — sia pure tra rappresentative olimpiche nel quadro delle qualificazioni per Seul: si trattò di un'eliminatoria tra Nuova Zelanda e Israele vinta da quest'ultima squadra per 1-0 che, per i successivi 23 anni, rimase la più recente gara di tale disciplina fino alla disputa di un incontro tra Wellington Phoenix e Adelaide Utd a novembre 2011.
Nel 1992 ospitò diverse gare e la semifinale (tra Nuova Zelanda e Pakistan) della quinta Coppa del Mondo di cricket.
Tra il 2009 e il 2010 Eden Park affrontò, in vista della Coppa del Mondo di rugby 2011, un massiccio intervento di ristrutturazione del costo di 228 milioni e mezzo di dollari neozelandesi (~ 115000000 € al cambio dell'epoca), 190 dei quali a carico del governo centrale, 12 del Trust che gestisce lo stadio, 10 dalla federazione, 10 dal consiglio regionale di Auckland e 6,5 da ASB Community Trust, orgnismo di finanziamento progetti senza scopo di lucro.
Il grosso dei lavori riguardò la costruzione di una nuova tribuna centrale a gradinata doppia da 21 500 posti con rinnovo dell'area stampa; una nuova tribuna lato est da 8 600 posti, due maxischermi da 110 metri quadrati di superficie; a seguire, interventi sugli accessi allo stadio a mezzo pullman, nuovi parcheggi, ripiazzamento delle luci sui bordi delle coperture e installazione di barriere fonoassorbenti per ridurre l'inquinamento acustico nei paraggi.
I citati interventi innalzarono la capacità da circa 42 000 a 50 000 posti che, in occasione della Coppa del Mondo 2011, furono temporaneamente portati a 60 000 tramite l'installazione di tribune mobili rimosse dopo la manifestazione.
La finale di Coppa del Mondo 2011 vide di nuovo di fronte, ancora a Eden Park, Nuova Zelanda e Francia come 24 anni prima, e il successo arrise di nuovo agli All Blacks per 8-7.
Più recentemente, ospitò nel 2015 alcune gare dell'undicesima Coppa del Mondo di cricket, tra cui una delle due semifinali, che vide la Nuova Zelanda battere il Sudafrica.
Nel 2022 la Nuova Zelanda organizzò la Coppa del Mondo di rugby femminile 2021, procrastinata di un anno per via della pandemia di COVID-19; Eden Park ospitò le gare della fase eliminatoria e la finale del torneo, vinta dalla nazionale di casa sull'Inghilterra di fronte a 42579 spettatori, grazie ai quali divenne detentore del nuovo record internazionale d'affluenza per incontri di rugby femminile, anche se il primato durò pochi mesi a vantaggio del londinese Twickenham che registrò più di 58000 spettatori nella giornata di chiusura del Sei Nazioni femminile 2023 tra Inghilterra e Francia.
La governance dell'Eden Park Trust consiste di 9 consiglieri di amministrazione, cinque dei quali di nomina governativa (ministero dello sport) e due ciascuno designati dalle federazioni provinciali di Auckland di cricket e rugby a 15.
Lo stadio è, a tale data, il terreno interno degli Aces, la selezione provinciale di cricket; dei Blues, la rappresentante di Auckland nel Super Rugby; della formazione provinciale dell'unione rugbistica di Auckland e, saltuariamente, anche della squadra di calcio del Wellington Phoenix, che iniziò la frequentazione di Eden Park ai tempi della ristrutturazione di Westpac Stadium per la citata Coppa del Mondo del 2011.
Con l'assegnazione congiunta ad Australia e Nuova Zelanda dell'organizzazione del campionato mondiale femminile di calcio 2023, Eden Park è una delle sedi designate a ospitare gare della manifestazione, tra cui il suo incontro d'apertura.

## Incontri internazionali di rilievo

### Calcio
| Arbitro: | F.O. Green |

|                   |           |                                                   |
| G. Smith ’ (rig.) | Marcatori | Falconer Smethurst D. Wilson ’ (aut.) P. O'Malley |

| Arbitro: | Berny Ulloa-Morera |

|  |           |          |
|  | Marcatori | 4’ Levin |

### Rugby a 13
| Arbitro: | Graham Ainui |

|              |      |                              |
| Iro (2)      | mt   | Langer (2) G. Miller Shearer |
| P. Brown (2) | c.p. | O’Connor (4)                 |
|              | drop | Elias                        |

### Rugby a 15
| Arbitro: | G. Sullivan |

|           |      |            |
| Henderson | mt   | K.J. Jones |
| Scott     | tr   | B.L. Jones |
|           | c.p. | B.L. Jones |
| Scott     | drop |            |

| Arbitro: | Pat Murphy |

|                |      |                                     |
|                | mt   | 13’ Jackson 44’ O’Reilly 60’ Risman |
| Clarke 9’, 49’ | c.p. |                                     |

| Arbitro: | Kerry Fitzgerald |

|                                  |      |                    |
| M. Jones 17’ Kirk 63’ Kirwan 66’ | mt   | 78’ Berbizier      |
| Fox 17’                          | tr   | 78’ D. Camberabero |
| Fox 46’, 56’, 69’, 75’           | c.p. | 44’ D. Camberabero |
| Fox 14’                          | drop |                    |

| Arbitro: | Craig Joubert |

|               |      |              |
| Dusautoir 47’ | mt   | 15’ Woodcock |
| Trinh-Duc 49’ | tr   |              |
|               | c.p. | 46’ Donald   |

| Arbitro: | Hollie Davidson |

|                                                 |    |                                                                  |
| Kildunne 3’ Cokayne 13’, 32’, 54’ M. Packer 21’ | mt | 18’ Ponsonby 25’, 71’ Leti-I’iga 40’ Rule 41’ Fluhler 49’ Murray |
| Scarratt 3’, 13’, 32’                           | tr | 18’, 25’ Holmes                                                  |